# Епимахов, Александр Леонидович
Епимахов Александр Леонидович (род. 2 ноября 1961, Симферополь) — российский политик, депутат Совета Федерации Федерального Собрания РФ первого созыва (1993—1995).

## Биография
Родился 2 ноября 1961 года в Симферополе (Крымская область, Украинская ССР).
Окончил Новосибирское высшее военно-политическое училище имени 60-летия Великого Октября. Служил в ВДВ и участвовал в военных действиях в Афганистане.
Работал преподавателем военного дела, физкультуры и основ общественных наук в Мценском металлургическом техникуме.
В 1993 году А. Л. Епимахов был избран первым секретарем Мценского горкома КПРФ.
12 декабря 1993 года он был избран депутатом Совета Федерации Федерального Собрания РФ первого созыва от Орловской области по Орловскому двухмандатному избирательному округу № 57. Член партии КПРФ.
1994 год — член комитета Совета Федерации по вопросам безопасности и обороны, затем заместитель председателя комитета Совета Федерации по вопросам безопасности и обороны.
Женат, имеет сына.
Награждён двумя Орденами Красной Звезды.